# 威廉·斯托达特
威廉·斯托达特（英語：William Stodart，1904年3月31日—1990年1月22日），新西兰男子赛艇运动员。他曾代表新西兰参加1938年大英帝国运动会赛艇比赛，获得男子八人单桨有舵手铜牌。